# Liste der Naturdenkmale in Erlenbach bei Kandel
Die Liste der Naturdenkmale in Erlenbach bei Kandel nennt die im Gemeindegebiet von Erlenbach bei Kandel ausgewiesenen Naturdenkmale (Stand 17. April 2013).

## Naturdenkmale
| Nr.         | Bezeichnung | Lage                                          | Beschreibung                                                                                           | Bild                                    |
| ----------- | ----------- | --------------------------------------------- | --- | --------------------------------------- |
| ND-7334-183 | Niederbruch | östlich des Ortes; Abteilung Niederbruch Lage | Waldfläche mit reichem Bestand des Märzbechers (Leucojum vernum); flächenhaftes Naturdenkmal, ca. 4 ha | Direkt Bild zu diesem Denkmal hochladen |